# 森保さな
森保 さな（もりほ さな、1996年2月13日 - ）は、日本の元AV女優。マインズ所属。千歳ヶ丘高校出身。

## 略歴・人物
東京都出身。2015年6月にデビューしたロリ系のAV女優。
2019年7月19日、MCを務めるパラダイステレビ「マインズパラダイス」、および自身のTwitterにて妊娠を公表。引退はせず、無理のない範囲で活動を継続する。
2019年11月19日に、自身のTwitterにて、男児を出産したことを報告。
2021年9月1日、自身のTwitterにて同年10月31日をもって引退する事を発表
。

## 出演作品

### アダルトDVD
2015年
- 陸上中距離 現役女子大生アスリート AVデビュー（6月1日、キャンディ）
- 素人限定! 目指せ!現金100万円! ローション相撲（7月23日、ATOM）
- FIRST STAR 5周年特別記念作品 夏祭り美少女ビーチ大乱交（7月24日、FIRST STAR）
- 田舎の純真な女子校生が服を脱ぐのも忘れてズブ濡れになっているおふざけ姿が予想以上に色々エロく見えてきたので… 2（8月1日、DOC）
- DANDYちょいワケあり仕事集 女子高生Ver.（8月6日、DANDY）
- 幼馴染が惨めなボクに同情で素股! 素股だけのはずだったのにまさか…! 小さい頃から面倒見がよくてかわいかった、ひとつ年上の幼馴染が最近さらにかわいらしくなって少し戸惑う。たまに家に来たと思えば楽しそうな学校生活の話、女子に全く相手にされない僕とは真逆で正直、会うたびに落ち込む…。しかし、幼馴染はそんな僕に擦るだけという約束でSEXの予行練習として素股をさせてくれた!すると幼馴染は感じてアソコは濡れだし、あれだけ「擦るだけだよ」と言っていたにも関わらず、自らチ○ポをヌルっとアソコに挿れてしまい、お互い止められず中出し!しかも、何度も求められて幼馴染のアソコに何度も生で射精してしまいました。（8月6日、Hunter）
- 120％リアルガチ軟派伝説 vol.27 in 博多（8月11日、プレステージ）※「かすみ」名義
- エスカレートする校内露出（8月13日、MOODYZ）
- 完全ガチ交渉! 噂の、素人激カワ看板娘を狙え! vol.27 in道玄坂（8月21日、プレステージ）
- なかだし学級崩壊（9月1日、プレステージ）※AV OPEN2015 乙女部門 第1位
- 夏のシロウト水着ナンパ! あなたの日焼け跡見せてください!（9月10日、DOC）
- 都内某所にある手コキ専門エステサロン。 一見他と変わらない店内だが、やはり人気の理由がそこにあった!!プレイ途中に更なる過激なサービスを提供してくるエステ嬢達。一体どんな過激なサービスなのか!?知る人ぞ知る激流行りの非合法エステサロンを徹底検証!! 2（9月11日、SCOOP）
- 「そこの巨乳お姉さん!童貞くんの射精のお手伝いをしてくれませんか?」 自慢のおっぱいでパイズリ射精!してもらうつもりが優し過ぎて童貞喪失筆おろしセックス!までしてくれました。 Vol.6（9月25日、ナンパJAPAN）
- 泥酔してヤリマン化! 死にたくなるほどエロ恥ずかしい失敗をした酔うとヤリマンになっちゃう女たち…（10月7日、ゴールデンタイム）
- 2015年度 ソフト・オン・デマンド社内健康診断 2012年〜2015年度新卒採用で入社したSOD女子社員総勢20名の無毛・剛毛・敏感マ○コが大集合! おっぴろげチェック・おもちゃ感度チェック・チ○ポ挿入チェックで個性溢れるオマ○コ一挙公開! オマ○コおっぴろげ健診スペシャル（10月8日、SODクリエイト）※「森香奈」名義
- ロリっ娘露出中出し撮影 ギリちょんセーフ88888888 ニ●生で垢バン食らったカップルの彼女が彼氏(20歳年上のオジサン)に言われて強制AV出演 名前はヒミツ。中身見てちょー（1月9日、FIRST STAR）
- 美少女淫行 拉致強姦と種付調教の記録。（10月15日、いもうとChannel）
- 援●お洒落素人さん 口内射精フェラチオコレクション（10月20日、スターパラダイス）
- 天使の盗撮 チャリ通JK追いまわし痴漢（10月20日、スターパラダイス）
- 街行くお嬢さん! お顔でデカチンの大きさ測ってみませんか? 顔が隠れて見えなくなる程のデカチンナンパ!（10月22日、アパッチ）
- 「高偏差値大学に通う地味で真面目そうな眼鏡女子ほど、実は超エロいって本当?」 試しに声を掛けてみたら…、敏感過ぎて痙攣しながら潮吹きまくりでイキ果てちゃいました…。 9（10月23日、S級素人）
- ナンパした人妻を部屋に連れ込み勝手に撮影して無許可で発売 10（10月25日、田町ナンパ天国）
- 田舎の女子校バレーボール部の部員5人の処女ま●こで童貞を卒業した僕。（11月6日、DIY）
- 思わず三度見!? 大キライな叔父さんの勃起チ○ポのデカさが想定外! 昔から大大大っキライなニートの叔父さんが家賃を払えず、アパートを追い出されたのでうちに来て、しばらく居候するという。はぁっ? 見てるだけでイライラするのに一緒に住むなんてありえない!お人よしの両親は仕事が見つかるまでとか快く受け入れちゃってマジ最悪! ホント勘弁!でもある日、叔父さんの勃起チ○ポを偶然目撃、からの想定外のデカさに思わず三度見…、嘘でしょ!? もう一度チラ見、あまりのデカさに言葉が出ない。悔しいけど出るのは愛液ばかり。大キライなのに身体はしっかり反応しちゃって…、そんな自分にホントに腹が立っちゃいます!（11月12日、Hunter）
- JK\撮り みんなでヤレば怖くない!? 緊張でプルプル! お嬢様高校三人組 初めてのストリップチャレンジ!デスじゃんけんで公開SEX（11月20日、スターパラダイス）
- 素人娘の恥じらい肛門観察（11月20日、スターパラダイス）
- 女子校テニス部 変態孕ませ合宿（11月27日、宇宙企画）
- AV面接 カメラテストで先っぽ挿入だけの約束が…（11月27日、俺の素人）
- 理系女が精子の研究の為に男にオシッコをたくさん飲ませて無理矢理射精させる（12月5日、フリーダム）
- なんでこんなエロい格好…いや間違った、なんでこんなひどい格好に…。 誰からも頼られないダメ教師の僕が、女子同士のイジメ現場に遭遇!! すかさず教育的指導を…する勇気もなく、あられもない姿のイジメられっ子に興奮してのぞき見!「助けてあげるフリしてあの体に触れたら…!」と思い声をかけてみると、女子生徒は目を潤ませ僕に助けを求めるどころか急接近してきた!?まさかこんな形で触れ合えるなんて!と教師の立場を忘れてスケベ心を優先させた結果…（12月10日、Hunter）
- 徹底検証! 『友情』は『性欲』に勝てるのか!? 発情厳禁 エロミッション! ぬるぬるローション素股体験! 「男女の友情はある!」と言い張る素人男女が発情厳禁のエロミッションに挑戦! 女として意識いていない女友達の柔らかい肌や生おっぱいに触れ、更には生素股まで! 男性が勃起しなければ賞金獲得!しかし勃起してしまったらミッション失敗! 女性は必ず男性を射精させてもらいます!!(※方法は問いません!)（12月10日、アパッチ）
- JK個撮! 天使のマン娘 あの3人組の優等生! 先日は涙目で拒否された究極美形JKさなちゃんを顔出しNGを条件(ウソ)にハメまくった映像（12月20日、スターパラダイス）

2016年
- 今年から共学になった学園に入学した男子は僕一人。 圧倒的な力を持つ処女だらけの生徒会執行部に、屈辱のセンズリ観察生活を強いられる日々…（1月5日、フリーダム）
- リアル妄想シリーズ 私は女子校の担任教師 授業中、昼休み中、掃除中に…いつでもどこでも 思春期で性に興味がある教え子にチ○ポを求められる精子からっぽ モテハメ女子校教師生活（1月8日、SODクリエイト）※「森保紗那」名義
- 「ダメ!ダメ!これ以上動いたら挿っちゃう!」 メガチン素股!! 30歳になって同年代の女性には全く相手にされない冴えないボク。そんなボクの事を慕ってくれるかなり年下の近所のウブ学生たちには頼りがいがあるらしくボクに色々相談しに部屋にやってくる! 特にHな相談!! しかも、昔からボクの事を信用しきっているので何の疑いもなくボクの言う事を何でも聞いてくれる!だから調子に乗って素股をしてもらったら予想外に大きいボクのメガチ○ポに擦り付けている内に濡れはじめ…（1月8日、Hunter）
- 「先生、コンドームなしでナマでして。私たち中出しされてる瞬間が見たいの!」 女子校で先生をやっていますが、超弱気で男として見られていないので扱いは酷いです。今日も学校から近いので家に勝手に上がり込むクラスの女子生徒たち。しかも勝手に隠していたAVを見てHのお勉強会をはじめて気まずすぎ! しかし、想像以上に過激だったのかモジモジし、中出しのシーンで大興奮。興奮した女生徒はモザイクで見えなかった中出し部分を見たがり、パンツを脱がされて生3Pセックスを要求!初めてのゴム無しセックスに感じまくりで、「今度は私の中に出して!」と何度も何度も交代し中出しを求めてきた。（1月21日、Hunter）
- 会社に忘れ物を届けに来た上司の娘 あまりに刺激的すぎる服装から胸元や太ももがチラチラ…。 男だらけの職場の僕をソソる誘惑についつい見入ってしまうと、そんなボクに気付いた上司の娘が「就職相談がある」と、個室で二人きりに!いたずらに誘惑された僕の我慢は限界!出世はあきらめ娘さんをいただいてしまいました!!（1月21日、SOSORU×GARCON）
- ド素人ライブTV 2 ハメ撮り美少女コスプレ有料動画（1月22日、クリスタル映像）
- ノンストップ 親子喧嘩そしてそのあとは…（1月24日、思春期.com）
- むっつりスケベなめがねっ娘 5 真面目な少女が眼鏡を外すとき…（1月31日、JUMP）
- 放課後の教室で部活が休みになった運動部女子たちに囲まれて男は僕1人の王様ゲーム! 放課後、急に部活が中止になり暇を持て余している運動部女子たちがやって来た。当然、非体育会系の僕とは一切接点の無い活発的な女子たちは、放課後も休日もすべて部活一色の超真面目なアスリート。だけど今時のちょっと危険な遊びを試したがり『王様ゲーム』をやることに…。しかも、なぜか僕まで加えて気分は合コン？王様の命令は絶対!遊びを知らない運動部女子はそのルールをしっかり守り、引き締まった身体も命令のお陰で触り放題やりたい放題!（2月6日、Hunter）
- 突然のゲリラ豪雨でズブ濡れのまま帰社した巨乳女上司の透けている下着がエロすぎて「体が温まりますよ!」と媚薬入りのお茶を飲ませて強制発情！一度は揉んでみたかった上司の巨乳を揉みまくってハメまくってイカせまくってヤリました!!!（2月6日、アパッチ）
- 僕の部屋はいつの間にかワケあり家出少女たちの溜り場に! Hは決して嫌がらないし何回、中に出しても文句言わないし喋らないので当然、無許可でAV化 3（2月7日、お夜食カンパニー）
- 天使の援交 顔バレ無理だよ! JKマスクしたままフェラバイト（2月20日、スターパラダイス）
- 今夜、お隣の娘さんは一人でお留守番中です…（2月21日、思春期.com）
- 家庭教師に悪戯をされて…（2月25日、禁断の果実）
- 女子校の陸上部まるごと全員と中出し乱交（3月1日、ZUKKON/BAKKON）
- 職場の美人先輩CAを淫技で喰いまくる後輩ガチレズビアンが堕とすまでの一部始終を盗撮 2（3月1日、変態紳士倶楽部）
- ●●大学水泳部の練習中にコーチが教え子に媚薬入りプロテインを飲ませ、声を出せない状況で他の生徒にバレないように犯す鬼畜指導の一部始終（3月1日、変態紳士倶楽部）
- ファーストフードとエッチな掛け持ちアルバイト（3月1日、AV）
- 女子校生 金蹴り研究会 2（3月5日、フリーダム）
- 男は僕以外全員女性のシェアハウスで王様ゲーム! 2 田舎から上京し、安いという理由で選んだシェアハウスの他の住人がまさかの全員女性!男が僕1人なもんだから非常に肩身が狭いし、僕が冴えない男なもんだからコキ使われまくり! そんなある日、女性住人たちから「1人でも男がいた方が盛り上がる」という理由で王様ゲームに強制参加させられる事に。どうせまた嫌な思いでもするんだろうと思いきや、「王様の命令は絶対!」というルールのおかげで女性住人同士のレズ行為が見れたり、僕もかなり エッチな事が出来ちゃいました!（3月5日、Hunter）
- 親に隠れてこっそり兄妹近親相姦! 親の前ではわざと兄妹ケンカ!しかし、実は兄妹以上の関係で二人きりになるとすぐに近親相姦セックスを始める! 4（3月7日、ゴールデンタイム）
- 素人投稿シリーズ 【未成年（五四四）】 変態巨根男とパイパン制服少女 13（3月11日、ゴーゴーズ）※「アヤカ」名義
- 夜勤病棟レイプ 本当は待っていたんじゃないの?夜中一人で働く看護師をトイレでこっそりレイプ（3月17日、サディスティックヴィレッジ）
- 流出映像 ブルセラショップに下着を売りにやってきた女子校生に本番強要 「小遣い欲しけりゃハメさせろ!!」 4時間（3月31日、JUMP）
- 罵倒地獄 SEX下手な男がSEX中に言われた言葉（4月5日、フリーダム）
- セックスが溶け込んでいる日常 学園生活で『常に性交』女子校生 修学旅行編（4月7日、SODクリエイト）
- 羞恥 生徒同士が男女とも全裸献体になって実技指導を行う質の高い授業を実践する看護学校実習（4月7日、サディスティックヴィレッジ）
- 180°デカチン逆さイラマ痴漢（4月7日、アパッチ）
- 監禁・拘束・陵辱趣味の変態オヤジの個人撮影記録をAV化! 家に訪ねて来た女性(家庭教師、隣に住む娘、保険レディ)を無理矢理監禁・調教して性奴隷にするまでの3日間。（4月7日、お夜食カンパニー）
- ブルマ&スク水姿で着衣中出し（4月7日、親父の個撮）
- SNSナンパ イケメンAV男優とSEXしたくて釣られた素人。東京都港区編。（4月19日、ヤリマン伝説）
- スポーツジム盗撮（4月20日、MAD）
- 包茎チ○ポに発情! 修学旅行で同じクラスの男子に「包茎」とバカにされて以来不登校なボク。こんなことは親にも言えない! しかしこんなボクを心配した学校の先生が家にやって来て原因を聞いてくる。親身になって相談に乗ってくれる先生に遂に告白するが…。先生は困った様子で「と、とりあえず見てあげるから…」と言われ断れず思い切って包茎チ○ポを見せると、最初は「大丈夫だよ」と慰めてくれたのに、次第に黙りこんでチ○ポを見つめ変な空気に!そして「先生が剥いてあげる」と言ってボクのチ○ポの皮へ手を伸ばして来た！ボクは我慢できず先生の鼻先でチ○ポがムクムクと大きくなってしまい…!（5月7日、Hunter）
- お菓子や少女マンガをあげる見返りはエッチなイタズラ! ○学生の妹が友達(可愛いロリっ子)を家に連れてくるので、妹がいない隙に俺の部屋に呼び込み、妹の友達が大好きな"お菓子"や"少女マンガ"などをあげる見返りにエッチなイタズラをさせてもらった。 さらに「挿れるのはダメだけど…」と言ってなんとか素股もOKに。もちろんそんな約束は守ることなく勝手にハメたった(笑)。（5月7日、お夜食カンパニー）
- 『高偏差値大学に通う地味で真面目そうな眼鏡女子ほど、実は超エロいって本当?』SP 3（5月13日、S級素人）
- どうして?目覚めたら、なぜかボクは姉とセックス中!しかもどうやら中出し3秒前! 彼氏が出来たばかりの姉は、フェラが下手だと彼氏に嫌われてしまうかと思い込み、弟を睡眠薬で眠らせフェラチオ練習に挑む事を決意。何も知らない弟は毎晩眠らされフェラの練習台。 何度もフェラの練習をしていた姉は段々とフェラだけでは物足りなくなりこっそり挿入!しかも弟は寝ぼけ状態なので膣内には溢れる程の精子をうっかり中出し!（5月19日、Hunter）
- ゴム有りセックスで無反応なヤリマン女子高生が初めての生ハメセックスで超敏感に! 2 学校から近いボクの部屋をいつも休憩所に使っているあの子は学校内で噂のヤリマン!?ちょっと怖くて本当にヤリマンかどうか確認も出来ないけど、あまりに無防備にパンチラをしてるから、我慢できずHを頼んでみたら、あっさりOK。ただしセックスにヤル気はなく、マ○コは自由に使わせてくれるけどHの最中にマンガを読みだしたりとなんだか寂しい気持ちに…。そこで、こっそりずっとしてみたかったゴム無し生チ○ポで再び挿入してみたら…!超感じまくりで何度もイッちゃう敏感娘だったのです!（5月19日、Hunter）
- ○大学顧問流出 卑猥なスポーツマッサージ（5月20日、スターパラダイス）
- まんぐり状態で手を使わず5分以内にバイブを抜き取れなかったら… 家庭教師に羞恥ゲームを強要された敏感女子高生（5月26日、ナチュラルハイ）
- 女子同士の悪ノリがエロすぎてヤバい! 去年まで女子校だったせいでクラスに男子はボク1人。だもんだから肩身が狭く存在感がないからまるで女子校のノリ。女子同士特有の悪ノリで下着姿でセクシーポーズ写メを撮り合ったり、おっぱいを揉み合ったり、スカートを捲り合ったりでとにかく過激すぎる!空気同然のボクはそれを見て勃起し続ける毎日…。しかし、ある時その勃起がうっかり見つかり、それまではしゃいでいた女子の態度が急変!（6月7日、Hunter）
- 本当はおちんちん入れたいけど… レズりだした姉妹JKのクンニ尻に思わず即ハメ!そしたら…おっぴろげ挿入待ちポーズで何度も交代3Pに!!（6月9日、ナチュラルハイ）
- 義理の妹JKに「擦りつけるだけだよ」という約束で素股してもらっていたら互いに気持ち良すぎてマ○コはグッショリ!でヌルっと生挿入!「え!?入ってる?」でもどうにも止まらなくて中出し!（6月9日、アイエナジー）
- 同級生のスカートが短くて目で追いかける日々。いつものように見てたら、女子にパンチラ照れ誘惑されてドキドキ。しかも「大好き！」とか告白された日には時と場所も関係なく猿みたいに腰をフッた。（6月9日、SWITCH）
- JKグラビアアイドル枕営業エステ 〜芸能プロダクションが極秘経営している水着エステで枕営業させられるJKグラドルの卵たち〜（6月19日、ゴールデンタイム）
- ドMな美ジョガー学生時代のレーシングブルマで汗だくセックス（6月25日、ハイウエイスター）
- 常にパン見せメンズエステ 2（7月7日、アイエナジー）
- 合宿中の女子バレーボール部員達の息抜きはボクのチ○ポだけ!!無職のボクは、毎年夏になると親戚が経営する合宿所を手伝わされる。また汗臭い男の世話か〜と憂鬱になっていると、やってきたのは女子バレーボール部! 今までなかった光景にムラムラ…していたのはボクだけじゃなかった! 合宿中、ハードな練習&禁欲集団生活の女子部員達は欲求不満だった!? こんなボクでも必要以上に求められ、練習後は運動部特有の底無しの性欲で何度もエッチをおねだりしてくるんです!!（7月7日、Hunter）
- 目を閉じて想像してみて下さい… あなたは手錠で拘束され身動きが出来ない状態。手錠のカギはあなたのチンポに付けられた!そして目の前には手足を拘束されているが必死にチンポについた手錠のカギを口で取ろうとする女性。しかもその女性にはご丁寧にバイブが突っ込まれている!!あなたは勃起せずにいられますか?（7月7日、お夜食カンパニー）
- 思い切って勝手にAV化! 超イケメンの友達が既にホロ酔い状態のカワイ子ちゃんを連れてきた!一人は超乗り気だがもう一人は彼氏持ちでガード固し!当然、超有名な王様ゲームは拒絶!そんなガードの固い女でも［もっともっとゲーム］ならヤラしてくれるのか? 2（7月7日、お夜食カンパニー）
- パンチラ&ポロリてんこ盛り! 素人限定! いきなりブルブル!リモバイだるまさんが転んだ!ゲーム!!（7月19日、ATOM）
- 初めて行った絶対本番禁止の素股限定風俗で、酔った勢いにまかせてデカチン勃起チ○ポを見せつけたら、ソソるお姉さんは入ってないと言いながら入れてきた!!（7月21日、SOSORU×GARCON）
- 可愛く優しい保育士見習い 無許可中出し種付けAVバイト（7月25日、シャーク）
- サテンマッサージ（8月5日、フリーダム）
- 実験とエロい事が大好きな科学部の僕は密かに『媚薬』を試作中! だけど女の子に試す勇気がなく全く成果を挙げられない…。だけどある日、作りかけの媚薬を偶然女子部員が飲んだ結果…普段地味な部員が一変!ソソる淫乱リケジョに変貌! さっそくHな事をしようとしたら、逆にチ○ポをねだられ過ぎて一滴残らず精子を採取されるはめに!!（8月6日、SOSORU×GARCON）
- 高額羞恥バイト リモバイ付けてカフェ店員に挑戦してみませんか?（8月7日、アパッチ）
- 修学旅行で「みんなと一緒に風呂には入らない!」ボクはそう言ってお風呂の時間になっても入浴断固拒否!なぜなら包茎だから…。そんなボクのことを勝手にデカチンだから入らないのでは?と勘違いした女子たちが面白がって噂して無理矢理脱がせようとしてくるのです! ついに脱がされ包茎が見つかって超気まずいムードに…。しかし、「だ…大丈夫、平気平気」と慰めてくれる女子たちは包茎チ○ポが珍しいのか「もうちょっと見せて…」と皮を伸ばしてくる。徐々に勃起してズル剥けになっていくチ○ポを目の当たりにした女子たちは…。（8月19日、Hunter）
- 競泳アスリート媚薬整体痴漢（8月19日、アパッチ）
- JK援交ミラクルパターン! あ〜チャンとさなチャン!! 超カワ天使のぴくぴくマ○コ2人分だお♥（8月20日、スターパラダイス）
- 修学旅行で都会にやってきた田舎の学生たち!先生の見回りをすり抜け大好きなあの子が待つ女子部屋に突入せよ!スリルと興奮が入り混じり部屋はまさかのエロムードに発展!一夜限りの奇跡はかけがえのない青春!（8月26日、SCOOP）
- ブルマ越しの小便を吸わされる男（9月5日、フリーダム）
- 東京で一人暮らしの叔父さんの家に田舎から親戚の娘たちが「一晩泊めて」とソソる格好で次々訪ねてきた。ただでさえ女日照りなのに、風呂上がり無警戒な格好の若い女にもう我慢の限界!冗談半分で勃起チ○ポを見せてみたら「叔父さん、分かってるよ。お礼しろってことね?」とSEXさせてくれた!! (10月6日、SOSORU×GARCON)
- 若妻接吻レズビアン 女同士だけど接吻して、友達だけどヤッちゃって… (10月20日、ヒビノ)
- 給料日まであと三日…昨日パチンコで勝った10万円で、残業中に高い出前でも取っちゃおうかな～とメニューを見ながらワクワクしていると何やら視線が…いつもは話しすらしない超カワイイ同僚が「ちょっと出費がかさんだから昨日から何も食べてなくて…お金貸してくれない?」とお願いしてきた。「マッサージしてくれたら御馳走するよ!」と気前よくキメたものの、可愛い同僚からのマッサージとソソる吐息、しかもパンチラ…僕のチ○ポはビンビンに!「よかったら、もうちょっとお金あるけど…」とエッチなお願いをしてみたらノリノリでキンタマも財布もスッカラカンにされちゃいました! (12月8日、SOSORU×GARCON)

2017年
- 生まれて初めての金蹴り 3 金玉ツブれたら死んじゃうんですよね？（1月5日、フリーダム）
- 通○途中のおとなしそうなソソる女子に、うっかりぶつかったフリしてジュースをかけて「すみません」とガレージに連れ込み、拭いてあげるフリして触りまくり!更に電マを当てて腰砕けにし、勃起チ○ポをねじ込んでやりました!! (3月2日、SOSORU×GARCON)
- 濡れてテカってビックリ密着 神スク水 (18) 新型スク水型番N○KEスクール水着ワンピース1○81501【I○SOKO】他3種×森保さな (6月15日、親父の個撮)
- ガチンコ全裸三種競技 2 Naked七夕祭り&夏フェス2017 (7月20日、ROCKET)

### イメージDVD
- genital area じぇにたるえりあ（2015年11月15日、TWCC）
- pg（2016年3月25日、ターンテーブル）※「森田まや」名義
- POP'N CREAM（2016年7月22日、スパークビジョン）

## 出演

### WEB
- SPGに2015年8月登場 SPG(Special Photo Gallery)
- スピードワゴンの月曜The NIGHT（2018年12月18日[6]、AbemaTV）

### テレビ
- 阿部乃ちゃんねる（2016年4月1日、5月1日、2017年1月3日、エンタ!959）
- 勇者ああああ〜ゲーム知識ゼロでもなんとなく見られるゲーム番組〜 (2017年6月23日、テレビ東京)